# 別所温泉駅
別所温泉駅（べっしょおんせんえき）は、長野県上田市別所温泉にある、上田交通（上田電鉄）別所線の駅で同線の終着駅である。駅番号はBE15。

## 歴史

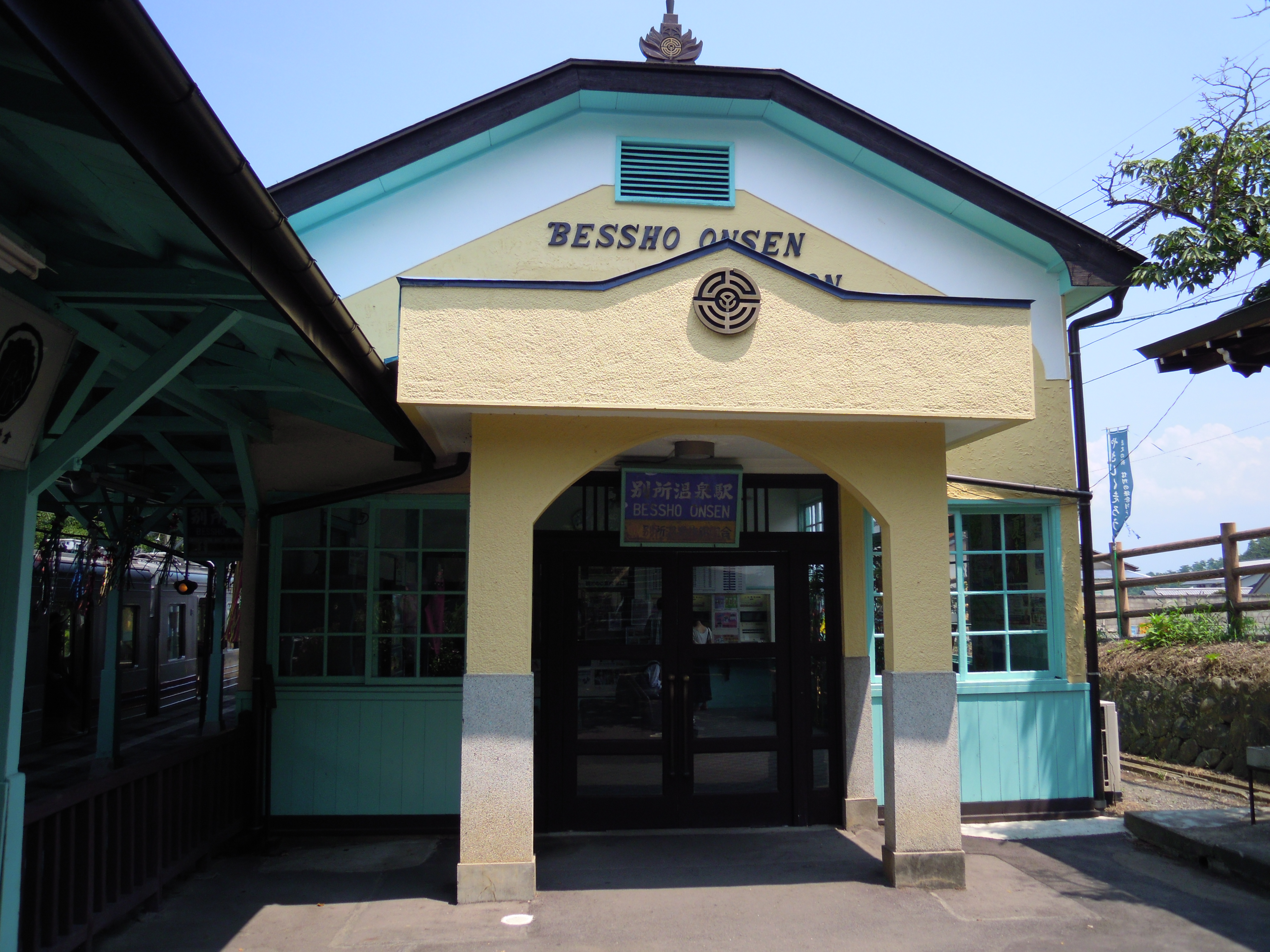
駅舎（2012年7月）

- 1921年（大正10年）6月17日：上田温泉電軌の川西線上田原駅 - 当駅間が開業[3][5][6]、別所駅（べっしょえき）として開業[2][3]。
- 1924年（大正13年）11月22日：駅名を信濃別所駅（しなのべっしょえき）に改称。
- 1930年（昭和5年）1月19日：駅名を別所温泉駅に改称[2][8]。
- 1939年（昭和14年）
  - 3月19日：路線名称変更に伴い、別所線の駅となる[3][8]。
  - 9月1日：上田温泉電軌の社名変更に伴い、上田電鉄の駅となる[8]。
- 1950年（昭和25年）6月：駅舎を改築、現在の外観となる[7]。
- 1943年（昭和18年）10月21日：丸子鉄道との合併に伴い上田丸子電鉄に社名変更[8]。同社の駅となる[3]。
- 1969年（昭和44年）5月31日：上田丸子電鉄の社名変更に伴い、上田交通の駅となる[3][5][8]。
- 2005年（平成17年）10月3日：上田交通の鉄道部門の分会社化により上田電鉄が設立。同社の駅となる[3][8]。
- 2006年（平成18年）4月11日：別所温泉観光協会女性職員2人による和装制服着用の駅長が着任[9]。
- 2016年（平成28年）8月：駅ナンバリングが導入され、使用を開始[10][11]。
- 2017年（平成29年）10月6日：「別所温泉駅（建築物）」が平成29年度上田市都市景観賞に選定される[12][13]。
- 2019年（令和元年）7月6日：NPO法人信州いなか体験塾より「夫婦道祖神」が寄贈される[14]。
- 2022年（令和4年）4月1日：別所温泉観光協会による業務委託を終了し、無人化（但し、窓口営業は継続）。

## 駅構造

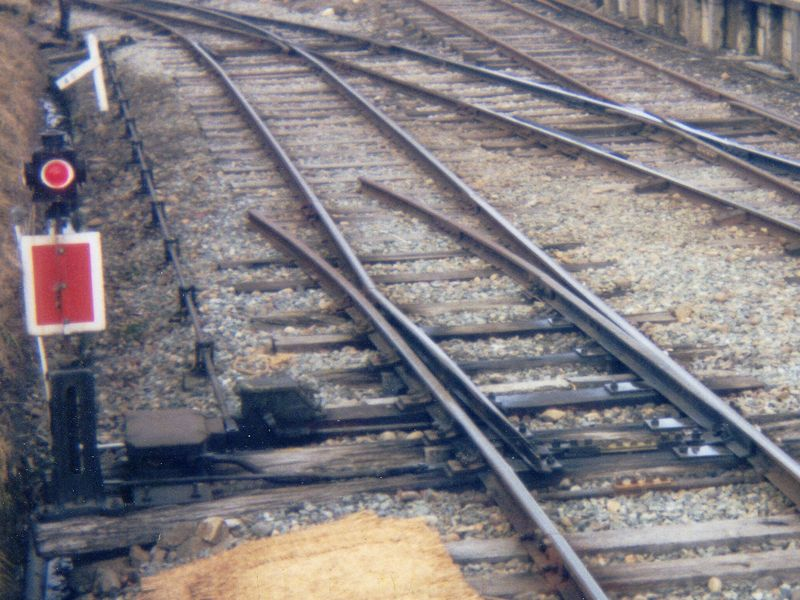
かつての別所温泉駅の配線。
中央は現在は撤去された2番線の線路。右奥が現在5252号車が保存されている側線への分岐。手前は脱線転轍器。

単式ホーム1面1線の地上駅。元は頭端式ホーム2面2線だったが、現在は1線が撤去され駅本屋側ホームのみ使用されており、反対側旧ホームは花壇などになっている。また構内には、後付付随車入換用に緩い勾配の側線があったが、現在本線のポイントは撤去され線路は切断されており、1986年10月の架線電圧1,500V昇圧まで運用されていたモハ5250形「丸窓電車」が保存されている（かつては2両あったが、うち1両は2011年にさくら国際高等学校へ移設）。上田丸子電鉄時代からの駅舎が使用されており、当時の社紋が残る。
駅舎には駅事務室・待合室・トイレがあるほか、別所温泉観光協会・旅館組合観光案内所が入居している。以前は駅隣の駐車場側からそのままホームに入ることができたが、その後ホームに柵が設置され、入口は駅舎内の改札口1か所に集約した。また、2021年には別所線開業100周年を記念して当駅にストリートピアノが期間限定で設置され、同年6月19日にYouTuberピアニストのハラミちゃんがこのピアノで演奏した。
かつては直営駅であったが、現在は無人駅である。但し、窓口でのグッズ販売は無人化後も継続して行っており、平日は上田電鉄の社員1名、土日祝日は上田短期大学の学生が業務を行っている。このうち上田短期大学の学生については「観光駅長」名義で和装制服の袴を着用している。
2022年3月31日までは別所温泉観光協会に窓口業務を委託する簡易委託駅であった。駅業務を担当する観光協会の女性職員は「観光駅長」名義で和装制服の袴を着用して勤務していた。駅長名義ではあるが1人ではなく、2人が交代で業務を行っていた
また1980年代頃には自動放送で別所温泉の案内などをしていた時期もあったが、現在は行われていない。自動券売機設置駅。駅敷地内に温泉旅館の送迎バス乗り場・駐車場・駐輪場がある。

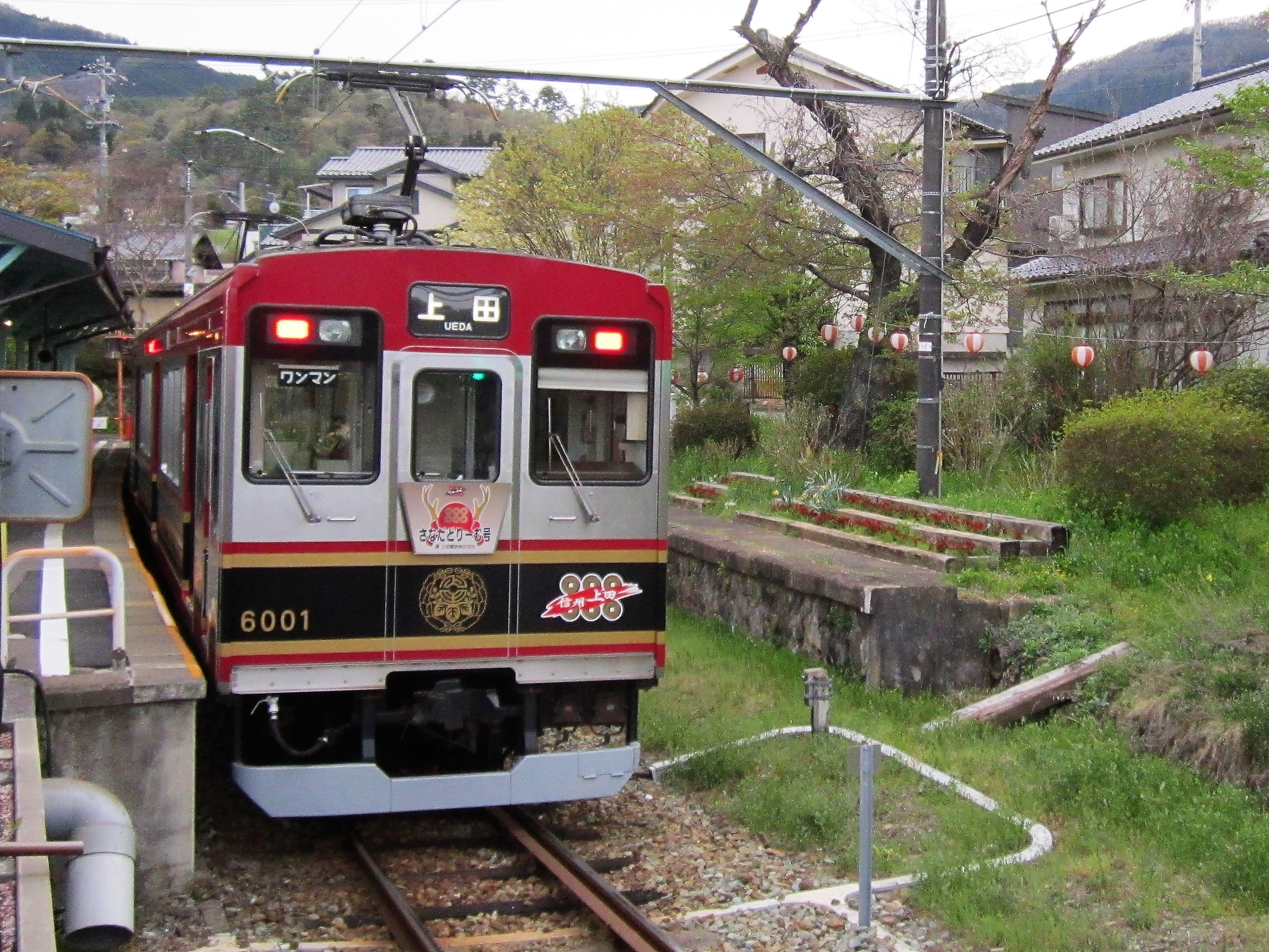
別所温泉駅で織り返す列車（2019年4月、右側のホームは使われていない）
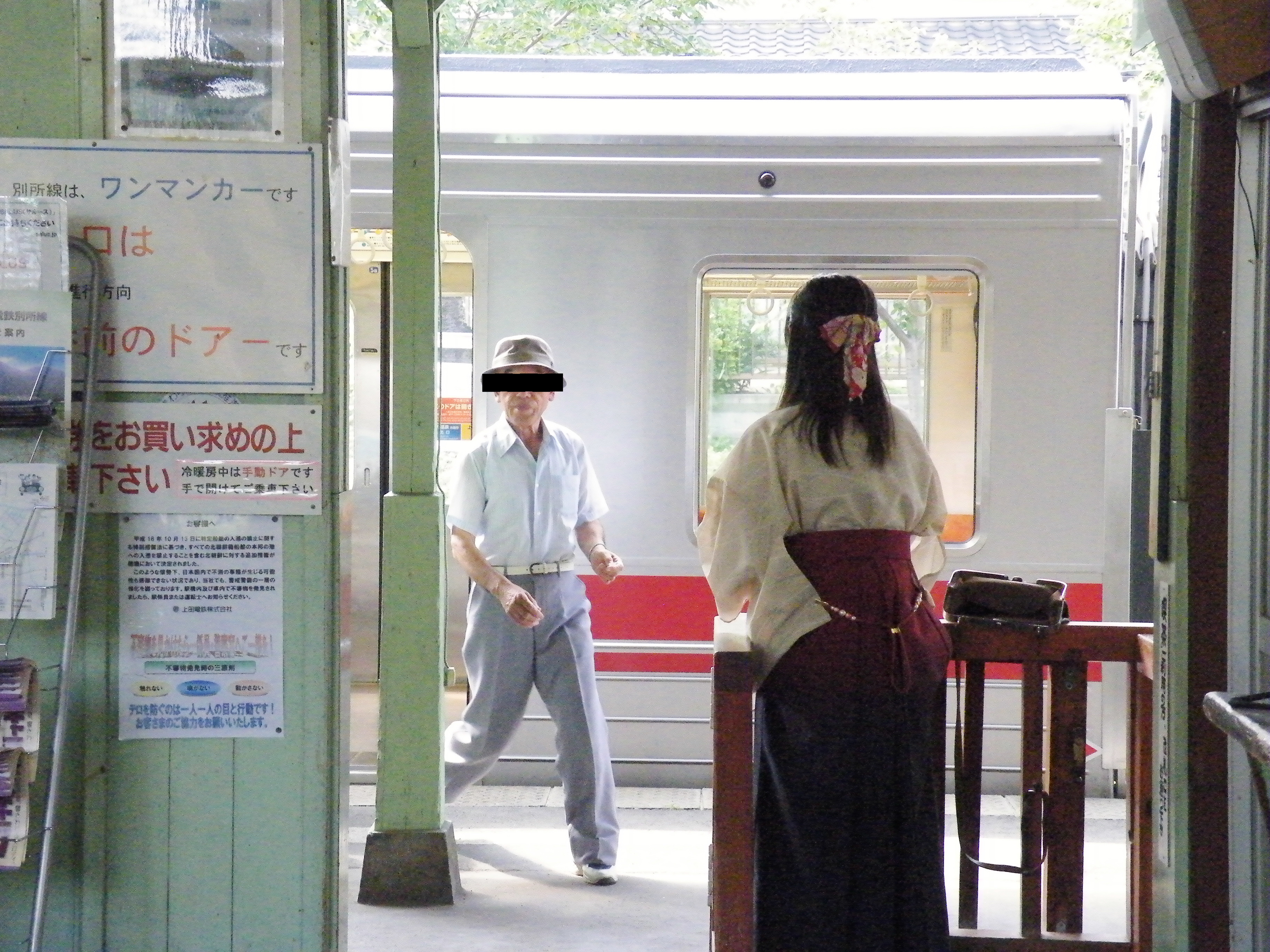
和服制服を着用した観光協会の女性職員（2008年8月）
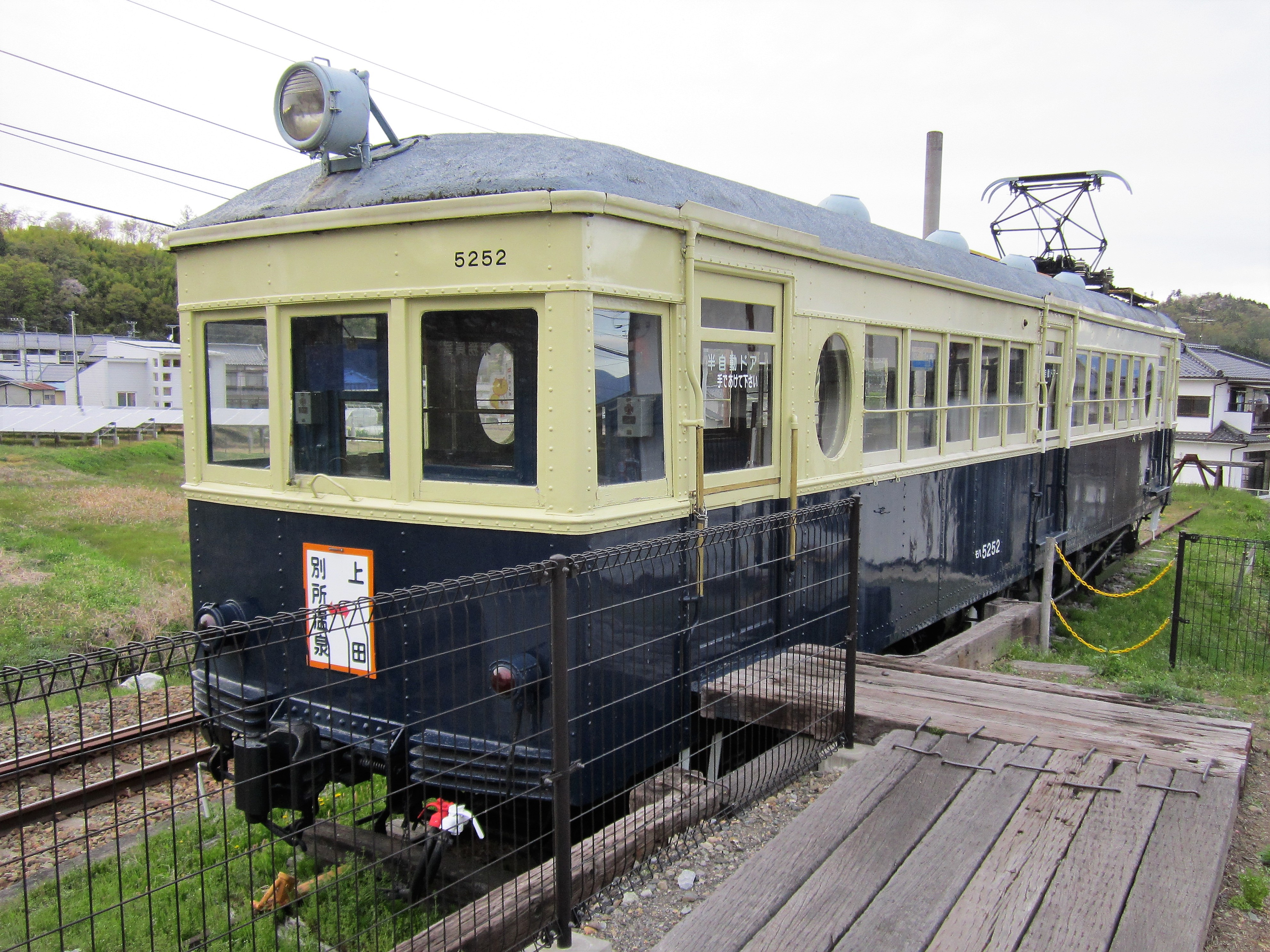
構内に保存されている丸窓電車（2019年4月）
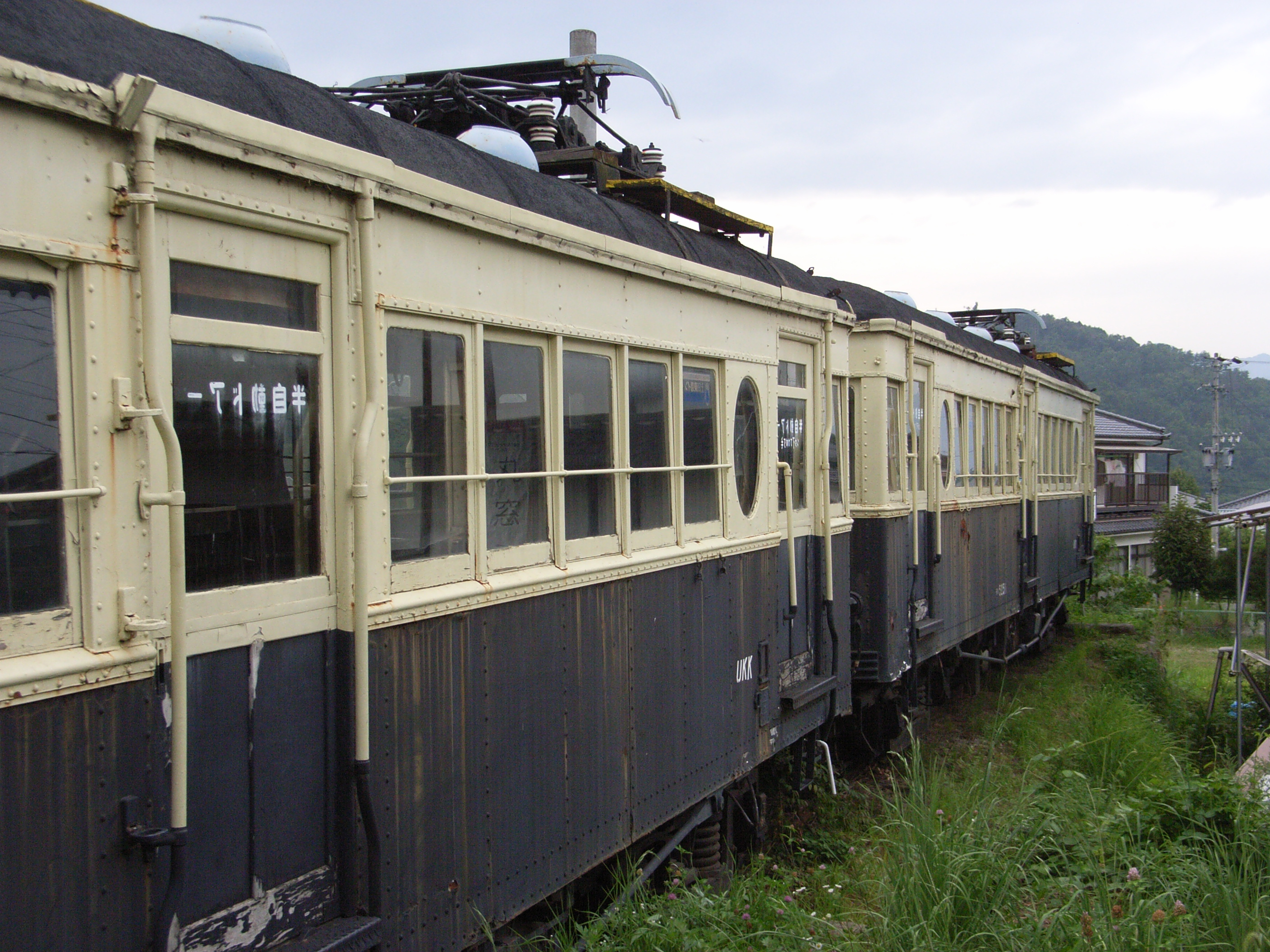
かつては丸窓電車が2両保存されていた（2009年8月）

## 利用状況
近年の一日平均乗車人員の推移は下記のとおり。
| 年度   | 一日平均 乗車人員 |
| ------ | ----------------- |
| 2010年 | 305               |
| 2011年 | 293               |
| 2012年 | 298               |
| 2013年 | 303               |
| 2014年 | 283               |
| 2015年 | 307               |
| 2016年 | 322               |
| 2017年 | 286               |

## 駅周辺
- 別所温泉 - 駅名の由来[2]
- 常楽寺[2]
- 北向観音[2]
- 安楽寺[2]
  - 国宝 八角三重塔
- 上田バス塩田線・信州上田レイライン線「別所温泉駅」停留所
- 幕宮池
- 別所公園

## 隣の駅
上田電鉄
■別所線
八木沢駅（BE14） - 別所温泉駅（BE15）